# 宇和島城
宇和島城（うわじまじょう）は、四国の伊予国宇和郡宇和島（現在の愛媛県宇和島市丸之内）にあった日本の城。江戸時代は宇和島藩の藩庁となった。城跡は国の史跡に指定されている（1937年〈昭和12年〉指定）。別名鶴島城。

## 概要

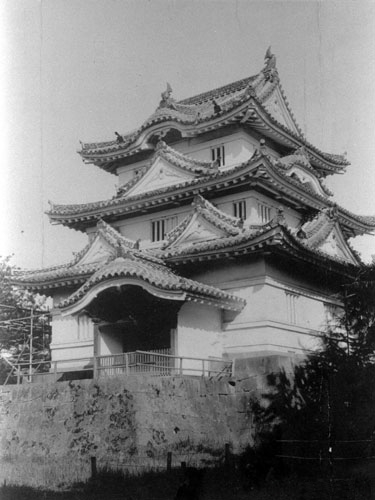
宇和島城天守（1928年）

代表紋章：宇和島笹

宇和島城は、中世期にあった板島丸串城の跡に藤堂高虎の手によって築かれた近世城郭である。標高74メートル（80メートルとも）の丘陵とその一帯に山頂の本丸を中心に囲むように二ノ丸と帯曲輪、その北に藤兵衛丸、西側中腹に代右衛門丸、藤兵衛丸の北側一段低い所に長門丸を配置し、東側の中腹に井戸丸、麓の北東に三ノ丸、内堀で隔てて侍屋敷が置かれた外郭を廻らせる梯郭式の平山城となっており、各曲輪が山上部に散在している中世的な縄張りを色濃く残しながらも、山麓部には追手門や搦手門のように内枡形や喰違虎口といった近世城郭的な縄張りももつ。東側に海水を引き込んだ水堀、西側半分が海に接しているので「海城（水城）」でもある。
現在、見られる天守などの建築は宇和島伊達家によるものであるが、縄張そのものは築城の名手といわれた藤堂高虎の創建した当時の形が活用されたと見られている。外堀などの外郭ラインが五角形となる縄張りは、幕府の隠密が江戸に送った密書（『讃岐伊予土佐阿波探索書』）には「四方の間、合わせて十四町」と誤って記され、この史実から高虎の巧みな設計として「空角の経始（あきかくのなわ）」の伝説が生まれたとされる。
高虎の発想は、城を攻める側は当然方形の縄張を予想して攻めてくる。しかし実際は五角形だから、一辺が空角になる。つまり、城を攻める側にとって、完全に死角になってしまい、攻撃は手薄になる。いわば、この一辺の空角は、敵の攻撃を避けられるとともに、敵を攻撃する出撃口ともなり得る。そればかりではない。この秘かな空角は、物資搬入口ともなり、城から落ちのびる場合の抜け道ともなる。これは守城の作戦上、効果は絶大なものといえるだろう。当時の築城術でこのようなからくりを用いた城は他にはなかった。
宇和島城には本丸天守から、原生林の中を抜ける間道が数本あり、西海岸の舟小屋、北西海岸の隠し水軍の基地などに通じていた。宇和島城には、間道、隠し水軍などの優れた高虎の築城術の秘法が、見事に生かされた城だったのである。
城を囲む五角形の堀は高虎の後の大名にも代々受け継がれ、三大海城の一つと謳われたが現在は堀も海も埋め立てられており、その面影は大きく失われている。明治以降は大半の建物が撤去され、城郭は戦後「城山公園」として整備された。建物は、天守、追手門などが残されたが太平洋戦争中の空襲により追手門を焼失し、現在は天守（重要文化財）と上り立ち門（市指定文化財）、石垣と山里倉庫（城山郷土館）が現存する。門、櫓、土塀等の建物の木造復元計画はない。

## 歴史・沿革

### 平安時代から安土桃山時代
- 天慶4年（941年） - 警固使・橘遠保が藤原純友の乱鎮定の際、この地に砦を構えたとされる。その後、この砦が板島丸串城と呼ばれるようになる。
- 建仁3年（1203年） - 西園寺公経が伊予国の知行国主となる。
- 室町時代中期　- 松葉城の西園寺家支流である西園寺公広が宇和莊の代官に補任され当地の開発にあたる。この西園寺家支流の家が来村殿と称される。
- 室町時代末期 - 豊後の大友氏による侵攻が相次いだため、橘遠保が砦を築いた跡地に板島丸串城が築かれる。史書には来村殿西園寺家家臣の道免城主家藤監物が城代であったことが記される。
- 永禄3年（1560年）- 大友氏の軍勢が宇和郡を侵攻。一時的に大友氏に降る。その後、度々大友氏や土佐一条氏の侵攻を受けるが撃退する。
- 天正3年（1575年） - 黒瀬城主の西園寺公広が来村坂下津の亀ヶ渕城に居城していた弟である西園寺宣久を入城させ、家藤監物は持城の道免城へ戻る。
- 天正13年（1585年） - 豊臣秀吉の四国討伐により、伊予国は小早川隆景の所領となる。隆景家臣の持田右京が城代を務めた。
- 天正15年（1587年） - 隆景が筑前国に転封となり、代わって伊予大洲十万石を拝領した戸田勝隆が大洲城に入城。戸田与左衛門が城代となった。
- 同年11月頃 - 一揆勢が板島丸串城を包囲した。戸田勝隆は三間の土居清良に鎮圧を命じる。
- 天正16年（1588年） - 2月、戸田勝隆が板島丸串城に入城し一揆勢を完全鎮圧
- 文禄4年（1595年） - 藤堂高虎が宇和郡7万石を拝領し入城。
- 慶長元年（1596年） - 藤堂高虎が板島丸串城の地に本格的な築城工事城の建造を開始。
- 慶長5年（1600年） - 関ヶ原の戦功により藤堂高虎は伊予半国二十万石を加増され、今治に転出。従弟の藤堂良勝を板島丸串城の城代に置く。
- 慶長6年（1601年） - 板島丸串城の築城工事がなる。

### 江戸時代
- 慶長9年（1604年） - 藤堂高虎が河後森城の天守を宇和島城へ移築し月見櫓とする。
- 慶長13年（1608年） - 伊勢安濃津五万石城主の富田信高が宇和郡十万石を拝領し板島丸串城主となる。
- 慶長18年（1613年） - 富田信高が改易となり、幕府直轄領となった宇和郡の代官として藤堂良勝が再び城代として板島丸串城に入城する。
- 慶長19年（1614年） - 伊達政宗の長男（庶子）伊達秀宗が10万石で入封。以後、仙台伊達家の別家として宇和島伊達家が9代に渡り幕末まで城主となる。
- 元和元年（1615年） - 秀宗入城。
- 元和3年（1617年） - 徳川秀忠より伏見城の千畳敷御殿が贈られ、三の丸に移築する。この頃から宇和島城と呼ばれるようになる。
- 慶安2年（1649年） - 大地震により石垣116間、長屏780間破損
- 慶安3年（1650年） - 本丸他石垣の修理にとりかかる
- 寛文2年（1662年） - 2代藩主宗利が天守をはじめ、城郭全体の改修に着手。
- 寛文5年（1665年） – 天守鯱、大坂鋳物師に注文
- 寛文6年頃（1666年） - 天守の建築完了。現在の天守と同じ姿となる。
- 寛文11年（1671年） - 改修竣工。
- 弘化2年（1845年） - 三の丸に武器庫（山里倉庫）を建設。
- 安政元年（1854年） - 安政の大地震により、城内多く破損。天守破損、矢倉24棟破損、同4棟倒、本丸石垣3か所孕（間数25間）
- 安政4年（1857年） - 地震による破損箇所の修復願届出
- 万延元年（1860年） - 万延の大改修。天守の大規模な修復工事が行われ、その際に10分の1サイズの精巧な模型がつくられた。なお、その模型は天守1階に展示されている。

### 近現代
- 明治4年（1871年） - 明治政府により城は兵部省に帰属。大阪鎮台の所管となる。
- 明治33年 - 大正2年（1900年 - 1913年） - 宇和島港の改修工事により、堀が埋め立てられる。三の丸の石垣や搦手門、黒門、櫓などが解体される。
- 昭和9年（1934年） - 天守・追手門（大手門）が国宝保存法に基づき、当時の国宝（現行法の「重要文化財」に相当）に指定される。
- 昭和12年（1937年）12月21日 - 国により史跡に指定される[3]。管理団体は宇和島市。
- 昭和20年（1945年）7月12日 - 太平洋戦争末期の宇和島空襲により追手門を焼失。
- 昭和24年（1949年） - 伊達家が天守と城山の大半を市に寄贈、管理下に置かれる。
- 昭和25年（1950年） - 文化財保護法の施行により天守が重要文化財に指定される。
- 昭和27年（1952年） - 藩政時代宇和島藩の家老であった桑折氏の長屋門を移築。
- 昭和35年 - 37年（1960年 - 1962年） - 天守を解体修理。
- 昭和38年（1965年） -  上り立ち門と桑折氏の長屋門を市指定有形文化財に指定。
- 昭和41年（1966年） -  伊達家が武器庫（山里倉庫）を市に譲渡。城山に移築。
- 平成6年（1994年） -　平成普請が始まり、本丸や二の丸の石垣について修理調査を行う。
- 平成18年（2006年）4月6日 - 日本100名城（83番）に選定された。
- 平成28年（2016年）3月1日 - 作事所跡などが国の史跡「宇和島城」に追加指定された[3][4]。

## 建築

### 天守
当初、高虎による複合式望楼型の三重天守が上がっていたが、寛文2年（1662年）から寛文11年（1671年）に2代目藩主伊達宗利によって行われた改修の際に修築の名目で現在の独立式層塔型3重3階に建て替えられた。
慶長期
高虎の天守は、自然の岩盤の上に地業を施して天守台とし、初重に大入母屋屋根、2重目以上の平面は複雑に突出した外観であったが、初重平面はほぼ歪みのない正方形で、広島大学大学名誉教授・三浦正幸は、この技術が後の歪みのない正方形平面を必要とする層塔型天守に応用されることとなったのであるという。実際にこの後、高虎によって亀山城に層塔型の天守が建てられている。寛文2年（1662年）に幕府に提出した天守改修窺書によると、建築後わずか半世紀でほぼ全体が腐朽していたとみられ、腐朽箇所は1階の土台と各重の屋根、3重目の廻縁。1階の柱8本、梁10本。2階の柱3本、梁7本である。改修窺書の付図によると柱の半数に根継がされていたが、築61年間で大規模修理工事が実施された記録がない。これは建築時に高虎赴任以前の城主による建築物や近隣の寺院建築を取り壊した古材木を使用したと思われ、その際に長さが足りず根継を行ったものと考えられている。そのため、構造上不安定なものとなり、早くから歪みが生じ、雨漏りをきたし、腐朽してしまったと考えられている。
寛文期
現在に伝わる天守である。寛文2年の天守改修窺書には「もとのように天守を立て直したい」と記していたが、三重であることと初重平面が6間四方であることが一致するだけで構造や外観が全く異なる天守が修復という名目で新築された。廊下の内側に障子戸が残る形式は現存唯一とされ、また畳敷きの名残である「高い敷居」があり、これらは簡略化されがちとされる江戸時代中期の天守に安土桃山時代から江戸時代初期にかけての古い意匠が用いられたとされる。壁には狭間や石落としなど戦いの備えが一切なく、窓には縦格子があるものの、五角形にして外を眺めやすくしている。使い勝手や装飾が重視されていることから無防備な太平の世の建築であるといわれるが、実際はすべての窓の下の腰壁には鉄砲掛けがあり、腰程の高さにあけられた窓から直接射撃を行う設計であったと考えられている。
外観は長押形で飾られた白漆喰総塗籠の外壁仕上げの各重に千鳥破風、唐破風を配置した外観である。天守の入り口には唐破風屋根で開放的な造りの玄関が用いられている。妻飾りには伊達家の家紋が付けられ、上から「九曜」、「宇和島笹」、「竪三つ引」の紋が見られ、また屋根瓦にも「九曜」が用いられている。

### 上り立ち門

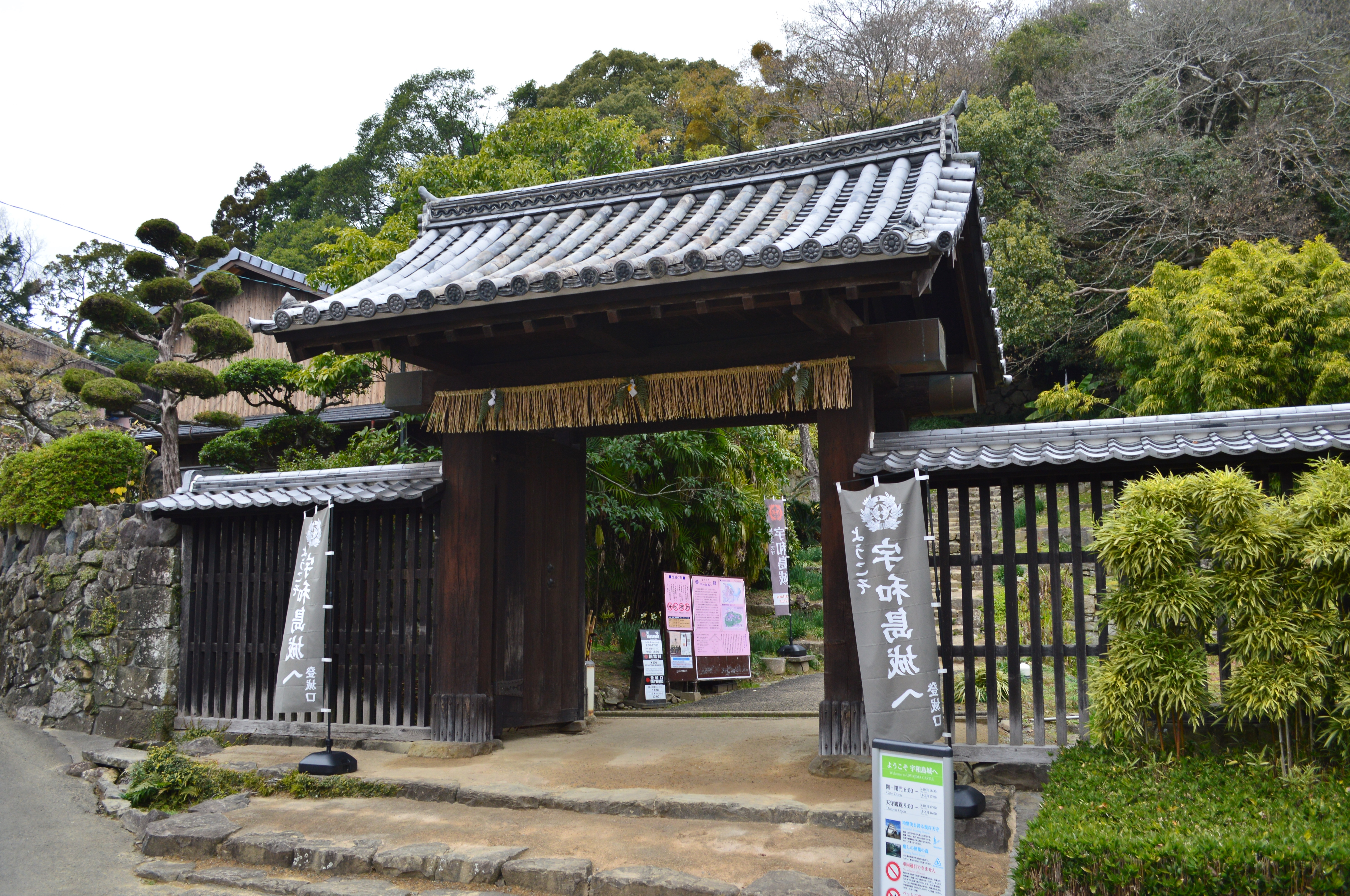
上り立ち門（市指定文化財）

武家の正門とされる薬医門形式であり、城山南側の搦手道口に位置している。、国内に現存する薬医門としては最大クラスの規模を誇る。創建年代の特定には至っていないものの、鏡柱・冠木は五平とし、内冠木には瓜剥丸太を使用している。そして二段の貫を有するといった古形式の特徴が見られる。また、控柱の科学的年代分析により永享2年 - 享禄3年（1430年 - 1530年）以後に伐採された栂であることが判明しており、創建が慶長元年 - 6年（1596年 - 1601年）の藤堂修築期まで遡る可能性を秘めている。市指定有形文化財。

### 山里倉庫（城山郷土館）
弘化2年（1845年）、三の丸に建てられた武器庫。昭和41年に伊達家より譲渡され、城山内に移築し、城山郷土館として一般公開している。

### 藩老桑折氏武家長屋門
藩政時代宇和島藩の家老、桑折氏の長屋門を城山北登城口に移築。その際に向かって左方の大部分を切り取ったので原形は失われている。建造時期は江戸中期と推定。市指定有形文化財

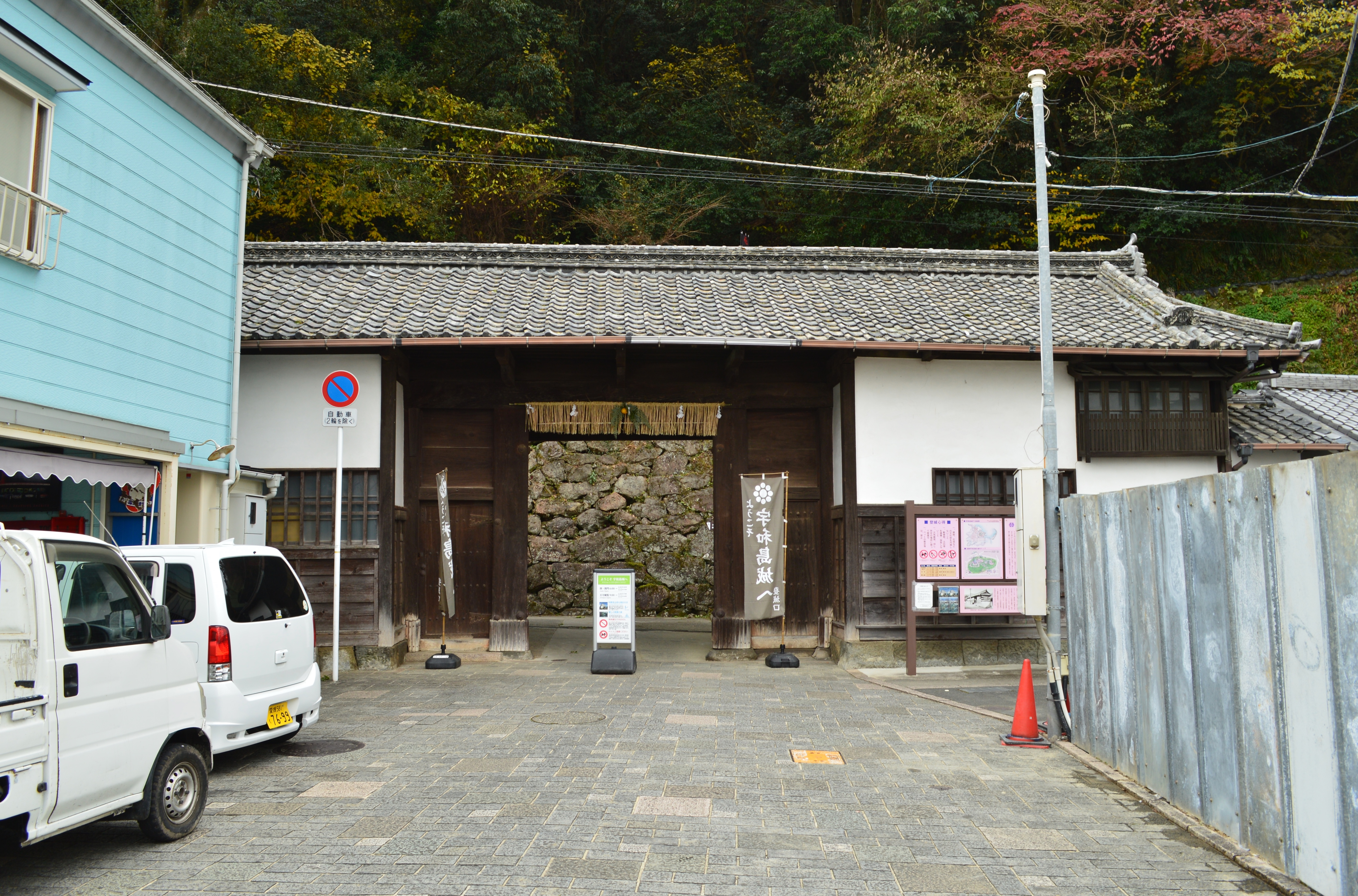
藩老桑折氏武家長屋門

### 追手門
宇和島城の正面口に位置していた正門。昭和20年（1945年）まで現存していたが、宇和島空襲により焼失した。その規模の巨大さから「十万石には過ぎた門」といわれた。上部渡櫓の大きさは、桁行12間（約24m）、梁間4間（約8m）に及び、桁行は高知城追手門（11間）を上回り、二条城東大手門（12間）に匹敵した。

## 構造

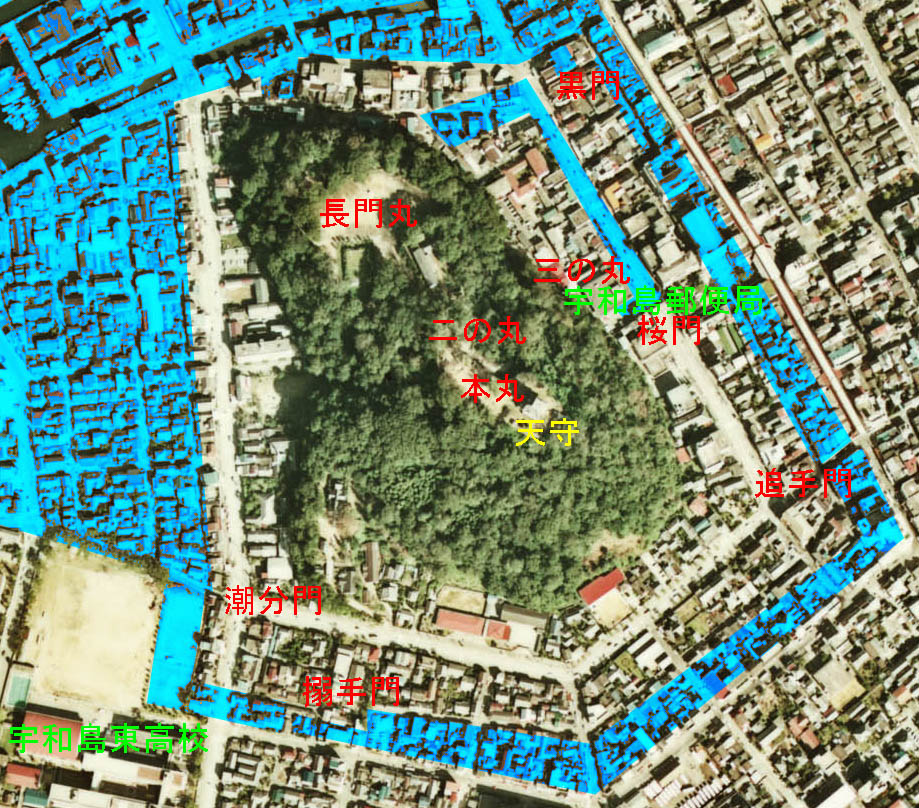
宇和島城の縄張り（江戸時代前期）

正徳1年（1711年）幕府に提出した絵図の控え「伊予国宇和島城絵図」にみる建物配置

### 本丸
天守がおかれ、塁上に二重櫓の御弓櫓・轆轤櫓・櫛形門南角櫓と平櫓の御休息所櫓・御鉄砲櫓・右髪櫓・櫛形門北角櫓がおかれた。本丸への唯一の門として櫛形門があった。櫓門の形状であるが櫛形窓をもっていたため櫛形門とよばれていた。

### 二の丸
二重櫓の御算用櫓。平櫓の御書物櫓・太鼓櫓

### 帯曲輪
二の丸から本丸を取り囲む曲輪

### 代右衛門丸
藤堂高虎の家臣矢倉代右衛門が造成または管理した曲輪と考えられている。平櫓2基。

### 式部丸
虎口や城門がなく、山上の曲輪であるものの櫓も認められないため、宇和島伊達家により造成された曲輪と考えられている。

### 井戸丸
平櫓1基

### 藤兵衛丸
藤堂高虎によるものとされる高さ13mの野面積の石垣が残る。築城当時は国内最高クラスの高さであったと伝わる。伊達家より譲渡された三の丸に建てられた武器庫を移築し、城山郷土館として一般公開している。

### 長門丸
二重櫓2基・平櫓2基・多門櫓1基。現在は児童公園として整備されている。昭和60年代までは猿を飼育していた。

### 三の丸
山麓の北東部にあり藩主の御殿がおかれていた。二重櫓の潮見櫓・月見櫓、平櫓1基

### 外郭塁線上
二重櫓2基と平櫓7基をおいていた。

### 場外への門
追手門・搦手門・黒門・矢筈門。黒門と矢筈門は直接海に面しており、大規模な舟入はもたないが、海を利用した枡形を設けていた。

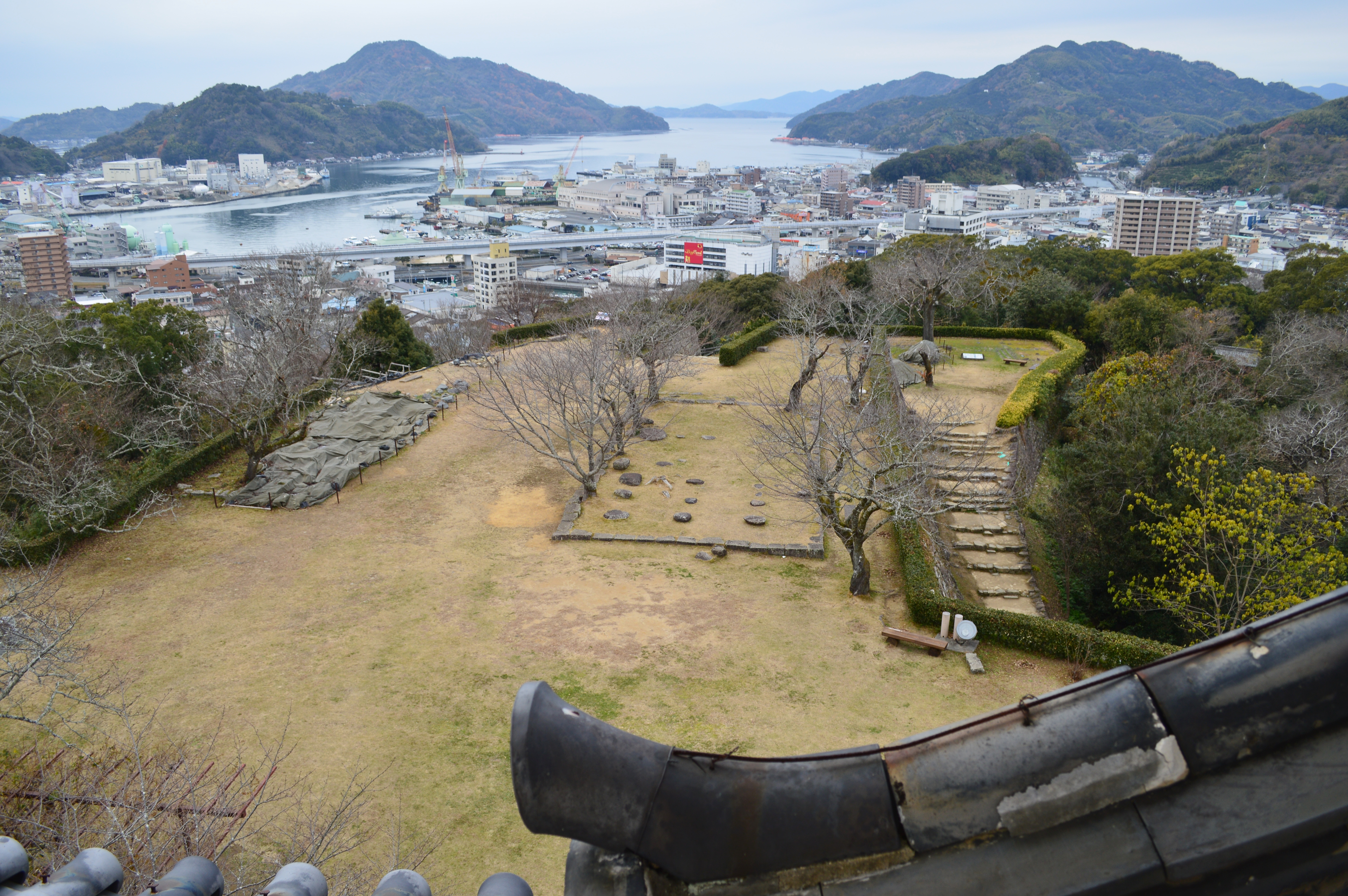
本丸
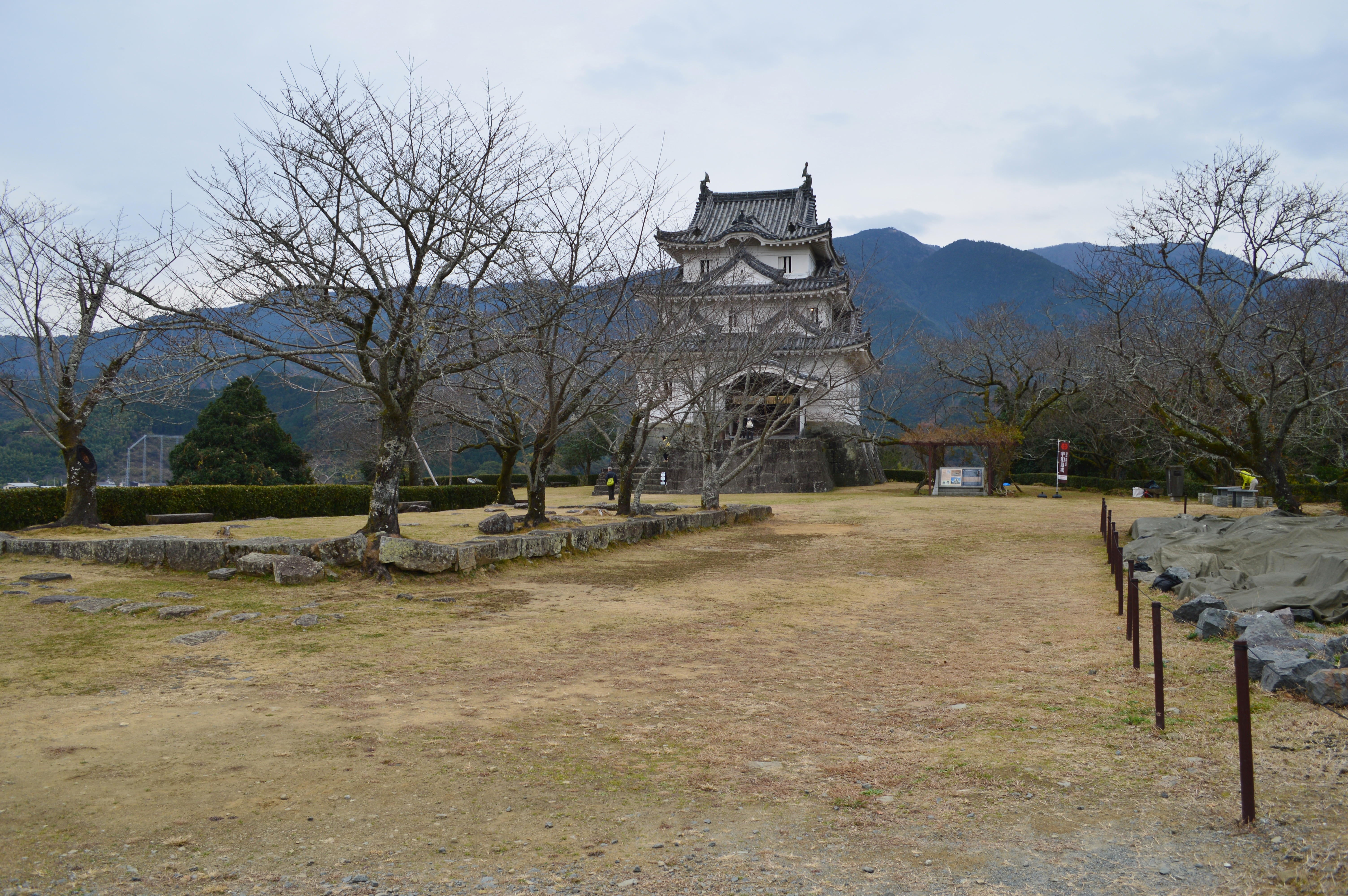
本丸
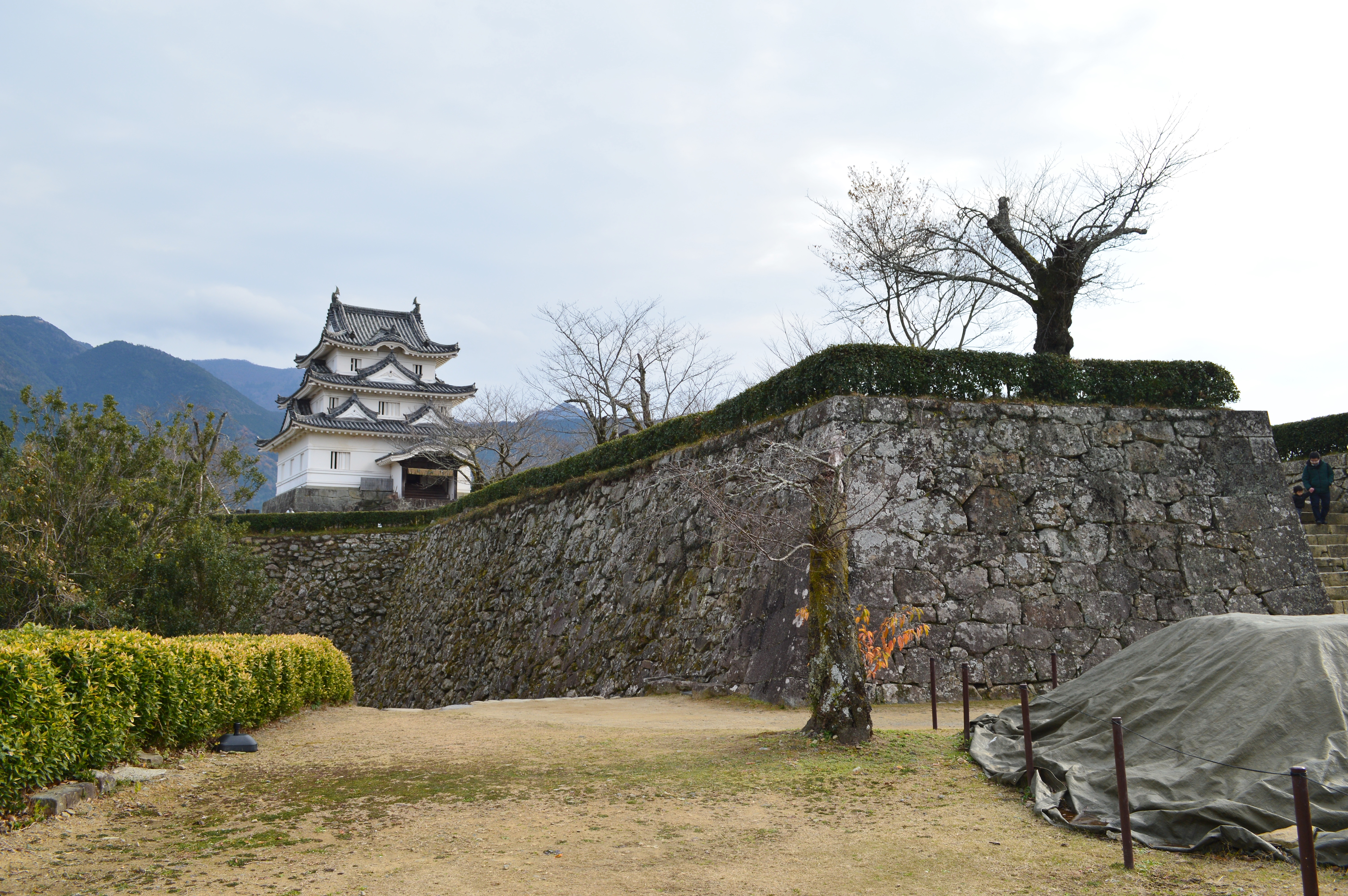
本丸石垣

## 現地情報

### 交通
- JR予讃線宇和島駅から徒歩約15分で登り口、登り口から天守まで徒歩約20分

### 料金
- 大人：200円

### 利用情報
- 日本100名城スタンプラリー　スタンプ設置場所：宇和島城天守
- 藤兵衛丸には城山郷土館がある。建物は山里倉庫（武器庫）を移築したもの。
- 上り立ち門の前には宇和島出身の児島惟謙の銅像がある。

## ロケ地として
- 『南海の狼火』(1960年、日活) 小林旭主演[10]